# Adeloneivaia subangulata
Adeloneivaia subangulata är en fjärilsart som beskrevs av Herrich-Schäffer 1855. Adeloneivaia subangulata ingår i släktet Adeloneivaia och familjen påfågelsspinnare. Inga underarter finns listade i Catalogue of Life.